# Кансіньоріо делла Скала

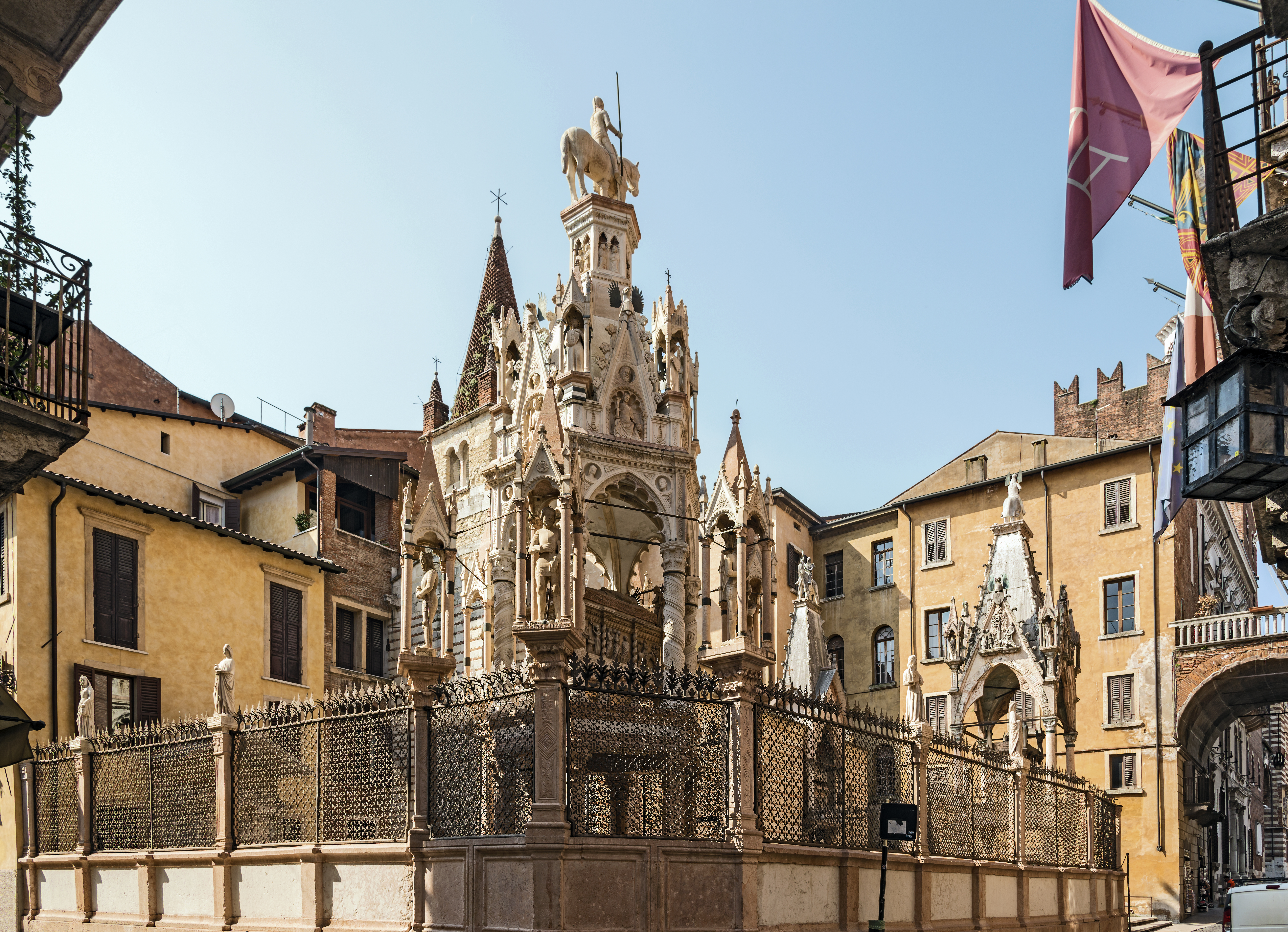
Мавзолей Кансіньоріо делла Скала в Вероні

Кансіньоріо делла Скала (*Cansignorio della Scala, 5 березня 1340 —18 жовтня 1375) — синьйор Верони у 1359—1375 роках.

## Життєпис

### Молоді роки
Походив з династії Скалігери. Другий син Мастіно II, синьйора Верони, та Таддеї да Каррара. Народився у 1340 році в Вероні. З дитинства не відрізнявся міцним здоров'ям.
У 1352 році після смерті стрийка Альберто II з огляду на молодий вік Кансіньоріо та його брата Паоло Альбойно владу перебрав їх старший брат Кангранде II.
Спочатку мав в з братом-синьйором Верони дружні стосунки. У 1354 році брав участь у придушенні повстання в Вероні проти Кангранде II. Втім невдовзі закохався в дружину брата Єлизавету Віттельсбах. Проте спроби спокусити її виявилися невдалими. До цього додалася жага до влади, якої на думку Кансіньоріо його було позбавлено.
У 1359 році за підтримки роду Каррара, синьйорів Падуї, які остерігалися амбіцій синьйора Верони, було влаштовано змову, в результаті якої Кансіньоріо власноруч вбив брата Кангранде II. Слідом за цим його разом з Паоло Альбойно оголошено новими синьйорами Верони і Віченци.

### Синьйор
З самого початку фактично перебрав владу на себе, оскільки брат-співволодар мало цікавився державними справами, був сумирною людиною. Задля отримання підтримки скасував податок на землю, що впровадив Кангранде II.
На відміну від попередників вів обережну зовнішню політику. У 1362 році вступив в союз з Папським престолом проти Мілану, але це було необхідно, щоб на більш вигідних умовах замиритися з Бернабо Вісконті, міланським синьйором. Внаслідок цього вступив у конфлікт з папою римським Урбаном V, проте зміг залагодити конфлікт. 1363 року оженився на доньці герцога Дураццо, ставши свояком неаполітанського короля Карла III.
Після того як Кансіньоріо зумів змінити авторитет та відновити внутрішній спокій у Вероні, у 1365 році раптово наказав арештувати Паоло Альбойно, звинувачуючи того у змові. З цього моменту Кансіньоріо став фактично одноосібним володарем.
Разом з тим багато зробив для відновлення економічної та політичної міці держави. Багато було зроблено для захисту підвладних міст. Значну увагу приділяв розбудові міста: було зведено численні будівлі, церкві та фонтани, зокрема 1364 року завершено Палаццо дель Капітано, 1368 року проведено акведук, а 1370 року — споруджено баштовий годинник, що став першим в Італії. Водночас посилив замки Сірміоне, Маростіка і Мальчезіне. Крім того, приділяв увагу й Віченці.
Разом з тим друга половина панування Кансіньоріо делла Скала пройшла у численних труднощах: у 1370—1371 роках тривала посуха, 1373 року —  землетрус і епідемія моровиці, 1373—1374 року була виняткова зима, що знищила посіви озимих. Тому синьйор Верони відмовився від зовнішньої політики, усі зусилля доклав для ліквідації негативних наслідків для населення. Проте не досяг усього.
У жовтні 1375 року після того, як він тяжко захворів, він вирішив забезпечити владу за своїми синами Антоніо і Бартоломео. Тому наказав вбити брата Паоло Альбойно, якого тримали у замку Песк'єра-дель-Гарда, що було здійснено 16 жовтня, а 18 жовтня помер сам Кансіньоріо.

## Родина
Дружина — Агнеса, донька герцога Карла Дураццо
Діти:
- Тарсія

Діти від коханок:
- Антоніо (1362—1388), синьйор Верони у 1375—1388 роках
- Бартоломео (д/н-1381), синьйор Верони у 1375—1381 роках
- Люція